# André Silver Konan
André Silver Konan est un journaliste et écrivain ivoirien né le 10 juin 1976 à Abengourou. Il est d'abord journaliste politique pour le quotidien ivoirien Le Nouveau Réveil, avant d'intégrer la rédaction de Jeune Afrique.

## Biographie
Originaire de Bengassou, André Silver Konan est diplômé en sciences économiques de l'université de Bouaké, puis titulaire de deux masters en ressources humaines et en communication de l'université de l'Atlantique à Abidjan. Il a été formé aux métiers de la presse et de la communication au Centre de formation et de perfectionnement des journalistes de Paris, avant de décrocher en 2023 un MBA en sciences politiques au Centre de Valorisation Professionnelle de Tunis.
Il se fait remarquer à partir de 2004, avec un billet d'humeur quotidien au ton sarcastique baptisé "Et vlan !", publié dans Le Nouveau Réveil depuis 2003. En 2006, c'est sous sa plume que le scandale des déchets toxiques est révélé au grand public. En novembre 2011, alors qu'il est recruté au magazine panafricain Jeune Afrique, en tant que spécialiste de plusieurs pays d'Afrique de l'Ouest, il reçoit pour la deuxième fois le prix spécial Norbert Zongo du journalisme d'investigation, pour une enquête qu'il a menée en immersion dans le milieu de la pègre Abidjanaise.
En 2007, une enquête sur un crime perpétré contre un étudiant sur le campus de l'université de Cocody, par un groupe d'étudiants membres de la FESCI, lui a valu ce même prix.
Le 27 février 2007, quelques jours après avoir annoncé le titre de son premier recueil de nouvelles (L'opposant historique, qui retrace avec sarcasme la gestion du pouvoir d'un opposant politique devenu président de la République), il est arrêté et passe plusieurs heures en détention à la brigade de la gendarmerie du Plateau, pour un dossier massif retraçant les « 100 crimes inédits sous le régime FPI », le parti présidentiel. Le Mouvement ivoirien des droits de l'homme (MIDH) dénonce « une garde à vue abusive » et apporte son soutien au journaliste, qui était alors grand-reporter. En juillet 2007, L'opposant historique est mis sur le marché, après que l'auteur a été contraint de se rendre au Mali pour son impression.
Lors de la crise post-électorale qui secoue la Côte d'Ivoire entre décembre 2010 et avril 2011, André Silver Konan échappe à des enlèvements à Abidjan et s'exile dans un premier temps au Ghana voisin, puis à Paris. En octobre 2011, il sort son deuxième livre, un roman : Raison d'État, dans lequel il fait parler une voix d'outre-tombe qui raconte le martyre qu'elle a vécu.
En juillet 2012, il quitte ses fonctions à Jeune Afrique pour devenir conseiller en communication et porte-parole du Premier ministre Jeannot Kouadio-Ahoussou,. Le 5 septembre 2012, il fait son entrée au conseil d'administration de la SNPECI, entreprise éditrice du journal pro-gouvernemental Fraternité Matin.
Le 17 septembre 2020, André Silver Konan met sur le marché le journal d’investigation Ivoir’Hebdo, un hebdomadaire indépendant et libre consacré aux grands genres, qui les deux ans suivant sa création devient l'hebdomadaire le plus vendu en Côte d’Ivoire. Il est l'initiateur du premier championnat national d'Awalé en Côte d’Ivoire et promoteur des prénoms africains.

## Activités sociales
André Silver Konan est détenteur d'une fondation dénommée « Fondation André Silver Konan », dont le siège se trouve à Bocanda,. Il est depuis le 14 septembre 2024, président de la Mutuelle de développment de Bengassou (Mudebeng),.

## Publications
- L'opposant historique, 2007.
- Raison d'État, 2011.

## Distinctions
- Meilleur journaliste du Marché des assurances, banques et établissements financiers (Mabef) (2004).
- Prix spécial Norbert Zongo du journalisme d'investigation en Afrique de l'Ouest (2007)[17].
- Prix Ebony de la presse ivoirienne (2011)[17].
- Prix spécial Norbert Zongo du journalisme d'investigation en Afrique de l'Ouest (2011)[18],[17].
- Prix Kailcédra des lycées et collèges (2013)[19],[20].
- Chevalier dans l'Ordre du mérite de l'Éducation Nationale (2023)[21],[22].